# Orient Buckboard

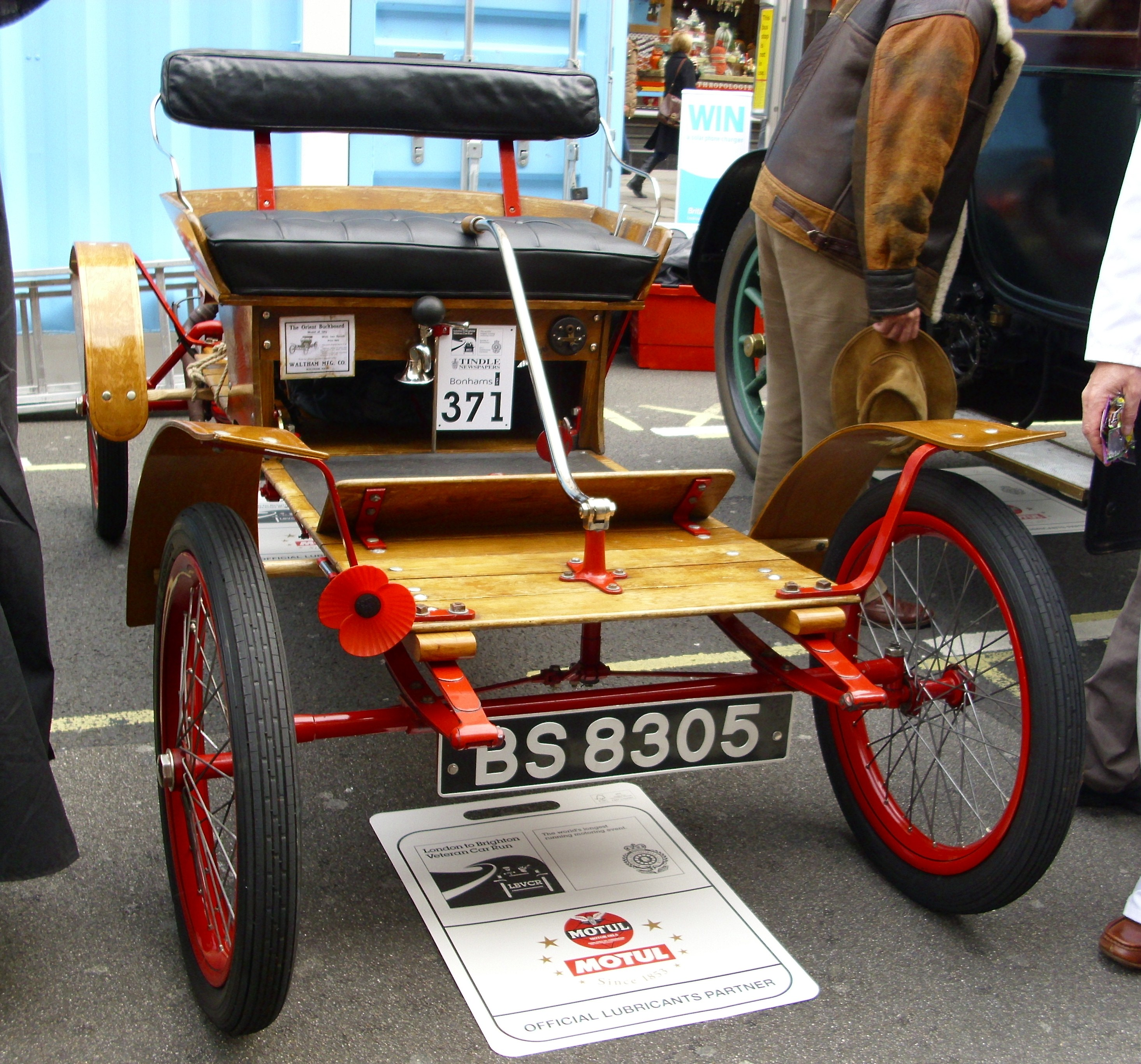
Orient Runabout Buckboard (1904) mit einfacher Lenkung und bereits mit gefederter Vorderachse. Der Hersteller bewarb es als "das billigste Auto der Welt".

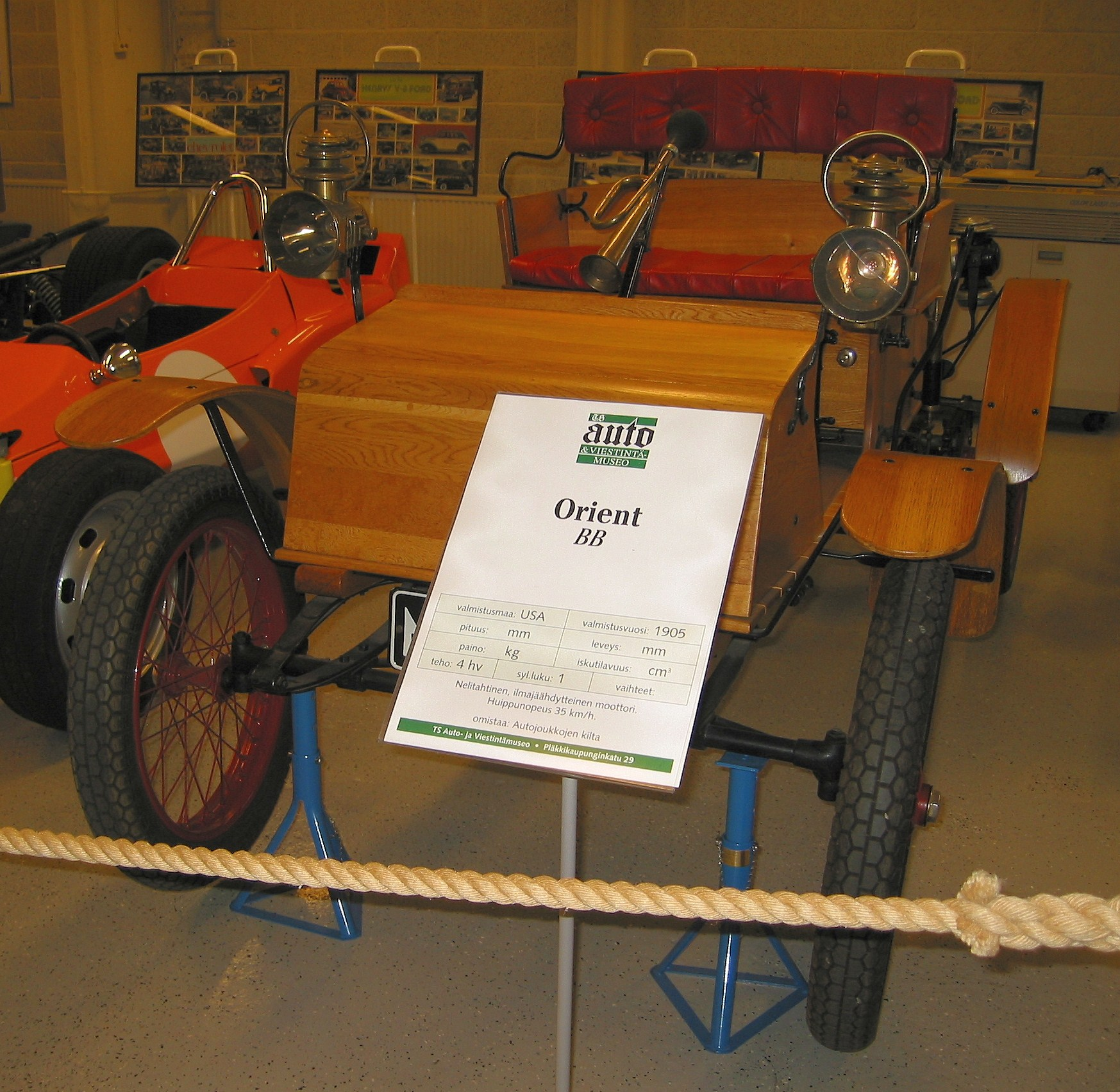
Orient Runabout Buckboard (1905) mit vorderem Staufach.

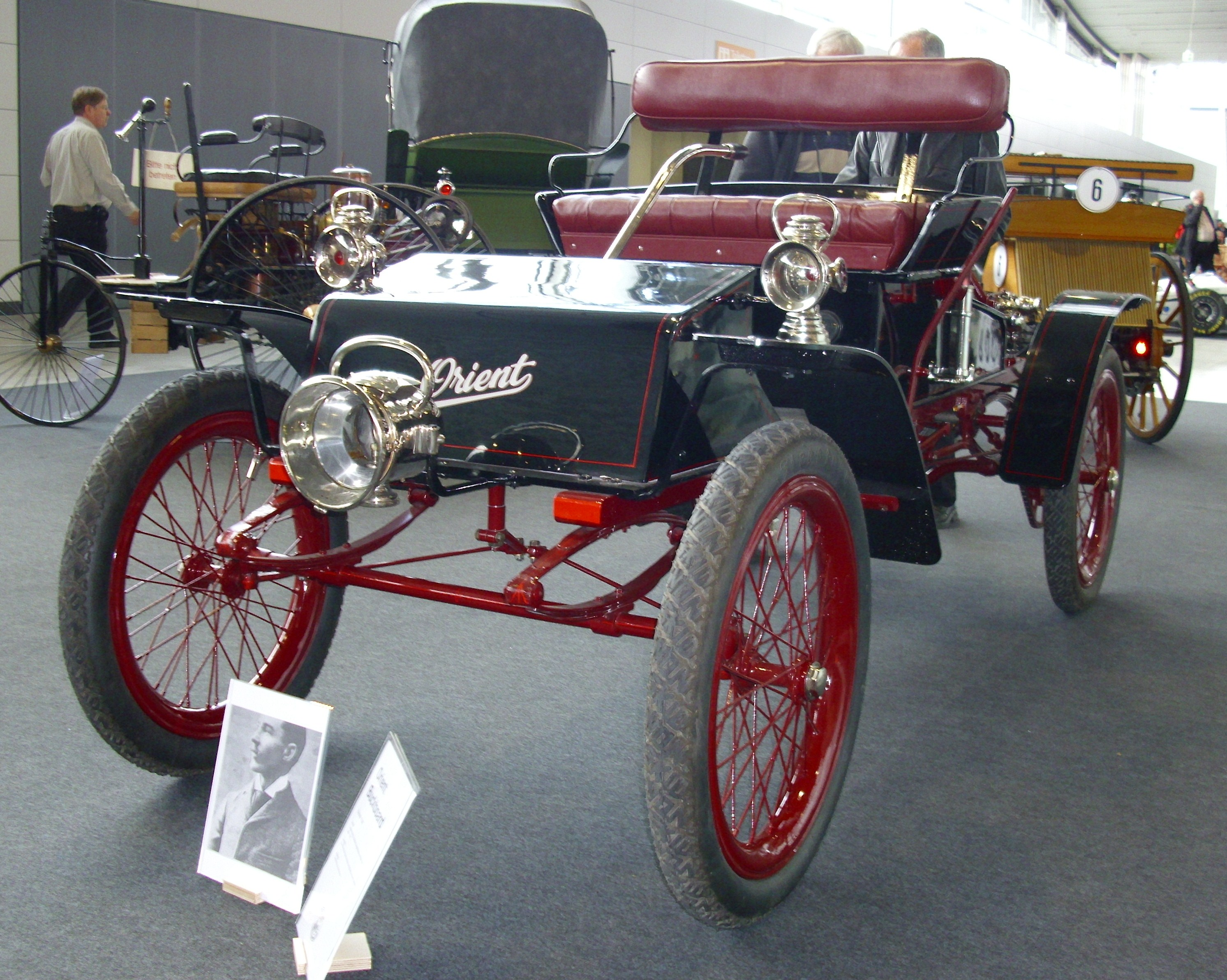
Waltham Orient Runabout Buckboard (1906) an der Retro Classics 2011 in Stuttgart

Das Orient Buckboard (später auch: Waltham Orient Buckboard) ist ein äußerst einfach konzipiertes und konstruiertes Leichtautomobil, gebaut von 1902 bis 1907 von einem US-amerikanischen Hersteller von Fahr- und Motorrädern.

## Das Buckboard
Die Bezeichnung "Buckboard" leitet sich von der Konstruktionsweise ab. Sie besteht aus einem Rahmen aus Holz oder, seltener, aus Stahlrohr. Darüber ist ein einfaches Brett (engl.: Board) angebracht auf dem der Fahrersitz befestigt ist. Diese Leichtfahrzeuge haben eine minimale Federung und keine Karosserie. Sie werden von einem kleinen Benzin- oder Elektromotor im Heck angetrieben. Die Kraftübertragung erfolgt entweder über eine Kette resp. einen Riemen auf eines der Hinterräder (manchmal auch auf beide), mittels Friktionsgetriebe oder, wie beim bekannten Smith Flyer, auf ein angehängtes fünftes Rad.

## Waltham Manufacturing
Das Orient Buckboard wurde in mehreren Versionen und verschiedenen "Aufbauten" hergestellt. Produzentin war die Waltham Manufacturing Company in Waltham (Massachusetts), zu dieser Zeit vor allem bekannt für Zweiräder. Orient war deren Markenname, ab etwa 1906 wurden Motorfahrzeuge immer öfter auch als "Waltham-Orient" und "Waltham" beworben, wobei "Orient" in letzterem Fall zum Teil des Modellnamens wurde. Vorarbeit leistete indirekt Charles Herman Metz (1863–1937), ein Mitbegründer des Unternehmens und dessen technischer Direktor. Er erhielt verschiedene Fahrrad-Patente, hatte ab 1898 den Import französischer Einzylinder-Viertaktmotoren von Ateliers de Construction Mécanique l’Aster (3 PS) und De Dion-Bouton (5 PS) in die Wege geleitet und mit dem Orient-Aster Pacer eines der ersten Motorräder in den USA gebaut. Bis 1902 entwickelte er eigene Einzylindermotoren mit 4 und 8 PS. Zudem wurden das De-Dion-Bouton-Motordreirad und dessen vierrädrige Version vertrieben resp. in Lizenz nachgebaut. 1902 erschien ein noch von ihm entworfenes Leichtautomobil, das sich etwa 400 Mal verkaufte. Nach seinem Abgang aus dem Unternehmen im Mai 1902 wurde Leonard B. Gaylor sein Nachfolger als Geschäftsführer und Chefingenieur. Gaylor kam von den Tribune Fahrradwerken in Pennsylvania. Zunächst wurde ein leichtes Automobil mit dem neuen, hauseigenen 8-PS-Motor und einem Radstand von 2032 mm (der gleiche wie für das spätere Buckboard) aufgenommen. Es ließ sich zu einem Preis von US$ 875 etwa 400 Mal verkaufen.
Das Buckboard und der glücklose Runabout Model No. 9 erschienen 1902 für das Modelljahr 1903. Letzterer wurde bereits Ende 1903 nach nur etwa 50 verkauften Exemplaren wieder eingestellt. Das Buckboard war hingegen erfolgreich. Es wurde laufend weiterentwickelt und 1904 als Zweisitzer zu US$ 425, Dreisitzer zu US$ 450 und "Delivery" mit einer Pritsche im Heck, zu US$ 443 angeboten. Die größte Modellvielfalt gab es von 1905 bis 1907 mit vier Versionen zu Preisen zwischen US$ 375 und 525. Dazu kam ab etwa 1906 optional ein V-Twin mit 8 PS.
Der seit der Gründung des Unternehmens 1893 als Werkleiter tätige John Robbins wurde Ende 1904 vom russischstämmigen Leo Melanowski abgelöst, welcher in der Branche einen sehr guten Ruf genoss. 1906 erhielt das Orient Buckboard als erstes Motorfahrzeug die offizielle Zulassung zum Post-Dienst durch das US Post Office.
Während die Automobile in einem eigenen Werk an der Seyon Street gefertigt wurden, entstanden die Buckboards im Stammwerk an der Rumford Avenue. Insgesamt verkaufte Waltham Manufacturing zwischen 2500 und 3250 Buckboards, aber nur sehr wenige Autos. Der Vertrieb erfolgte weltweit. Das Buckboard blieb bis 1907 im Programm.

## Technik
Die Orient und Waltham-Orient Buckboards lassen sich in die folgenden Versionen einteilen (ungefähre Herstellungszeit in Klammern):
- ohne Federung, Riemenantrieb auf linkes Hinterrad (1902–1903)
- Vorderachsfederung, Riemenantrieb auf linkes Hinterrad (1904–1905)
- Vorder- und Hinterachsfederung, Antrieb mit zwei Ketten (1905–1906)
- Vorder- und Hinterachsfederung, Antrieb mit zwei Ketten und Achsschenkellenkung mit Lenkrad (Model E.R., 1907)

### Aufbau
Gaylor verzichtete auf alles, was nicht zwingend notwendig war, zunächst sogar auf eine Federung. Anstelle eines eigentlichen Fahrgestells gibt es eine Plattform aus Hickoryholz, welche den Boden bildet. Darauf ist lediglich mittig eine Zweierbank angebracht; direkt dahinter liegt ein rohrförmiger Tank quer zur Fahrtrichtung. Der Motor ist stehend auf der Hinterachse angebracht. Spätere Ausführungen erhielten zudem einen kleinen Stauraum im Bug. Vier Kotflügel mussten zum Schutz vor dem ärgsten Spritzwasser reichen. Spätestens ab 1904 war gegen Aufpreis ein notdürftiger Wetterschutz lieferbar. Er kostete US$ 22.00 für zwei- und US$ 25.00 für viersitzige Ausführungen.
Der Radstand fiel mit 80 Zoll (2032 mm) sehr bescheiden aus. Ein "Fahrwerk" im eigentlichen Sinn bildete sich erst mit der Zeit heraus. Ab etwa 1904 gab es wenigstens vorn Blattfedern, die letzten Buckboards erhielten schließlich (ab etwa 1906) auch ein Blattfeder-Paar für die Hinterachse, was in dieser Kategorie keineswegs selbstverständlich war. Gelenkt wurde mit dem damals auch für größere Autos durchaus üblichen "Kuhschwanz"-Hebel.   Ein viersitziger Surrey war ebenfalls erhältlich. Diese ansonsten baugleiche Version erhielt wegen der nach vorn versetzten vorderen Sitzbank einen seitlich vom Fahrer angeordneten, senkrechten Lenkhebel.

### Motor

Orient Runabout Buckboard (1904) mit hauseigenem 4-PS-Einzylindermotor. Der Antrieb auf das linke Hinterrad mittels Riemen ist sichtbar.

Alle bei Waltham Manufacturing gebauten Buckboards erhielten standardmäßig den hauseigenen Einzylindermotor. Daran wurde während seiner Bauzeit wenig geändert, die Leistung blieb bei 4 PS (etwa 3 kW). Er hatte einen Hubraum von 584 cm³ (Bohrung × Hub = 83 × 108 mm) und je ein seitengesteuertes Ein- und Auslassventil.
Sowohl der Ein- wie der optionale, etwa 1906 eingeführte Zweizylindermotor ist luftgekühlt und bei allen Modellen längs stehend im Heck untergebracht. Es gibt keinerlei Abdeckung, nur um das Gebläse ist ein minimales Schutzblech angebracht.

### Antrieb

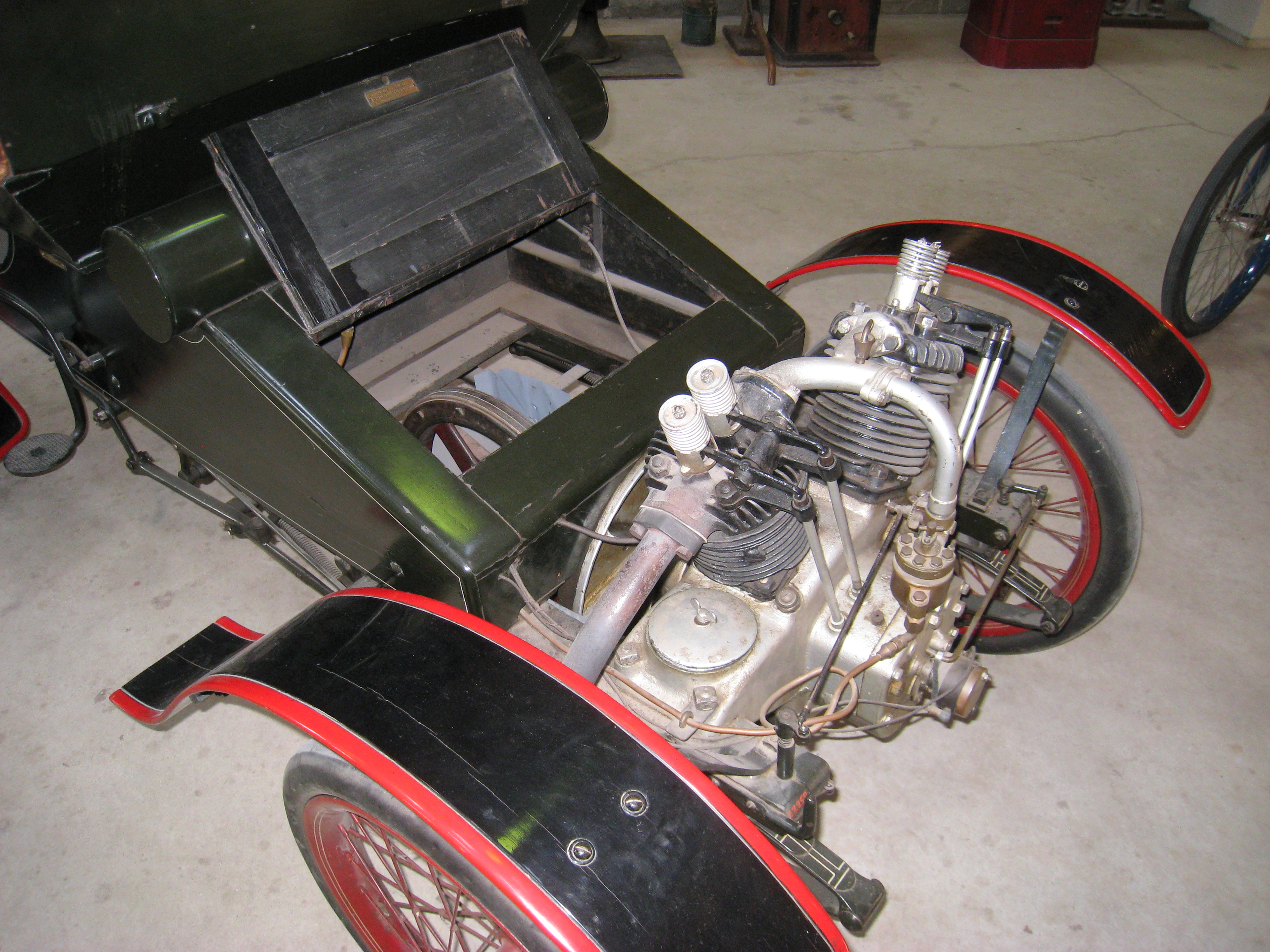
Antriebstechnik des Waltham Orient Runabout Model E.R. (1907). Die Kraftübertragung erfolgt mittels Friktionsgetriebe; das Reibrad dazu ist im geöffneten Fach sichtbar. Dieses Modell hat den optionalen Zweizylindermotor.

Die Kraftübertragung erfolgt über ein Friktionsgetriebe von sehr einfacher Konstruktion. Diese stufenlos regulierbare Sonderform eines Reibradgetriebes ist leicht und benötigt nur wenige bewegliche Teile. Die Schwungscheibe des Motors dient auch als Friktionsscheibe, von der das Friktionsrad die Kraft aufnimmt. Bei den frühen Buckboards wurde ein Riemen von der Reibradwelle zum linken Hinterrad geführt; spätere Versionen haben je eine Kette zu jedem Hinterrad.
Waltham Manufacturing und die Nachfolgerin Metz Company verwendete diese Kraftübertragung viele Jahre lang aus Überzeugung; in der Autoindustrie war sie nur kurze Zeit verbreitet. Hauptnachteil ist der große Kraftverlust durch Schlupf.

## Das Beste zum Schluss
Höhepunkt der Entwicklung waren die Modelle Waltham B.R. (Runabout) und D. C. (Lieferwagen mit längerem Radstand). Sie waren deutlich aufwendiger konstruiert als ihre Vorgänger und hatten ein richtiges Chassis (wenn auch aus Holz), Federung an beiden Achsen und je eine Antriebskette pro Hinterrad. Sie kosteten mit US$ 400 resp. 450 nur unwesentlich weniger als der vorgenannte Oldsmobile Curved Dash, der ebenfalls in seinem letzten Produktionsjahr stand und immer noch einen Listenpreis von US$ 650 hatte.
Abgeleitet von diesen Buckboards war der etwas kürzere Runabout E.R. Waltham Manufacturing bot ihn mit erstmals mit Achsschenkellenkung, Lenkrad und angedeuteter Karosserie an. In dieser Form ging er schon fast als Light car durch, war aber mit einem Verkaufspreis von US$ 1275 sehr teuer.
Diese Vehikel waren natürlich sehr leicht, allerdings gibt es unterschiedliche Angaben dazu: 400, 500 resp. 600 lbs (ca. 180, 227 resp. 272 kg) werden je nach Quelle genannt – und konnte daher eine respektable Geschwindigkeit von 30 bis 35 mph (48–56 km/h) erreichen, sofern dies die unbefestigten Straßen und der eigene Mut zuließen. Der Tank fasste 3.5 Gal. (13.25 Liter) und soll gemäß einer zeitgenössischen Quelle für etwa 100 Meilen (160 km) gereicht haben. Sie nennt einen Verbrauch von 35 MPG, was 6,7 Liter auf 100 km entspricht.

## Orient und Waltham Buckboards (Übersicht)
| Baujahr   | Marke   | Modell                      | Karosserie       | Zyl. | Leistung | Radstand           | Neupreis US$ | Bemerkungen         |
| --------- | ------- | --------------------------- | ---------------- | ---- | -------- | ------------------ | ------------ | ------------------- |
| 1903      | Orient  | Runabout                    | Buckboard 2 Pl.  | 1    | 4 PS     | 80 in (2.032 mm)   | 375          | [ 4 ] [ 17 ]        |
| 1904      | Orient  | Runabout                    | Buckboard 2 Pl.  | 1    | 4 PS     | 80 in (2.032 mm)   | 425          | [ 4 ] [ 9 ] [ 17 ]  |
| 1904      | Orient  | Runabout                    | Buckboard 3 Pl.  | 1    | 4 PS     | 80 in (2.032 mm)   | 450          | [ 4 ] [ 17 ]        |
| 1904      | Orient  | Delivery                    | Kleinlieferwagen | 1    | 4 PS     | 80 in (2.032 mm)   | 443          | [ 4 ] [ 17 ]        |
| 1905–1907 | Waltham | Orient                      | Buckboard        | 1    | 4 PS     | 80 in (2.032 mm)   | 375          | [ 4 ] [ 17 ]        |
| 1904–1907 | Orient  | Surrey                      | Surrey           | 1    | 4 PS     | 80 in (2.032 mm)   | 450          | [ 4 ] [ 10 ] [ 17 ] |
| 1905–1907 | Orient  | Buckboard                   | Runabout         | 1    | 4 PS     | 80 in (2.032 mm)   | 475          | [ 4 ] [ 17 ]        |
| 1905–1907 | Orient  | Buckboard                   | Tonneau          | 1    | 4 PS     | 80 in (2.032 mm)   | 525          | [ 4 ] [ 17 ]        |
| 1907      | Waltham | Orient Buckboard Model B.R. | Runabout         | 1    | 4 PS     | 80 in (2.032 mm)   | 400          | [ 4 ] [ 13 ]        |
| 1907      | Waltham | Delivery car Model D.C.     | Kleinlieferwagen | 1    | 4 PS     | 89 in (2.260,6 mm) | 450          | [ 13 ]              |
| 1907      | Waltham | Orient Model E.R.           | Runabout         | 1    | 4 PS     | 73 in (1.854,2 mm) | 1275         | mit Karosserie      |

## Positionierung auf dem Markt
Ein Buckboard kostete anfangs mit US$ 375 weniger als halb so viel wie das ebenfalls 1903 eingeführte Orient Model No. 9. Letzteres war ebenfalls ein Zweisitzer, hatte den gleichen Radstand, den größeren der beiden hauseigenen Einzylindermotoren mit 8 PS und eine vernünftige Karosserie. Er ist der damals kleinsten Auto-Kategorie, den sog. Light cars zuzuordnen, den Vorläufern der Cyclecars. Bereits Ende 1903 und nach nur etwa 50 verkauften Exemplaren wurde er wieder eingestellt. Wahrscheinlich war der Verkaufspreis von US$ 950 für das Auto mit dem wiederum gleichen Radstand wie das Buckboard zu US$ 375 einfach zu hoch; außerdem konkurrierte es mit dem immens erfolgreichen Oldsmobile Curved Dash, der nur US$ 650 kostete.

### In der Werbung
Immerhin konnte Waltham Manufacturing mit dem einigermaßen berechtigten Slogan "Das billigste Auto der Welt" werben. Ebenfalls nicht ungeschickt war auch ein anderer: "Jeder sollte einen haben." Beworben wurden auch die geringen Betriebskosten, die mit einem halben US$-Cent angeben wurden.

## Trivia
Für den Rennfahrer Ralph DePalma (1884–1956) war ein Buckboard der Waltham Manufacturing Company das erste eigene Motorfahrzeug. Es existiert noch.

## Das Orient Buckboard heute
Sehr wenige Buckboards der Waltham Manufacturing Company haben überlebt. Das Waltham Museum hat recherchiert, dass noch 57 Buckboards existieren, wovon sich 45 in den USA befinden. Das Museum besitzt selbst eines davon. Mit der Fahrgestellnr. 495B dürfte es das zweitälteste erhaltene sein. Weitere sind sowohl in Automobilmuseen wie auch in privater Hand, auch in Europa. Mindestens zwei nehmen hin und wieder am London to Brighton Veteran Car Run teil, der jeweils am ersten November-Wochenende stattfindet. RM Auctions versteigerte 2009 ein fahrbereites Exemplar um US$ 11.000 und an der Retro Classics 2011 in Stuttgart war ein Exemplar von 1906 ausgestellt (vgl. Abb. oben im Artikel).

### Galerie

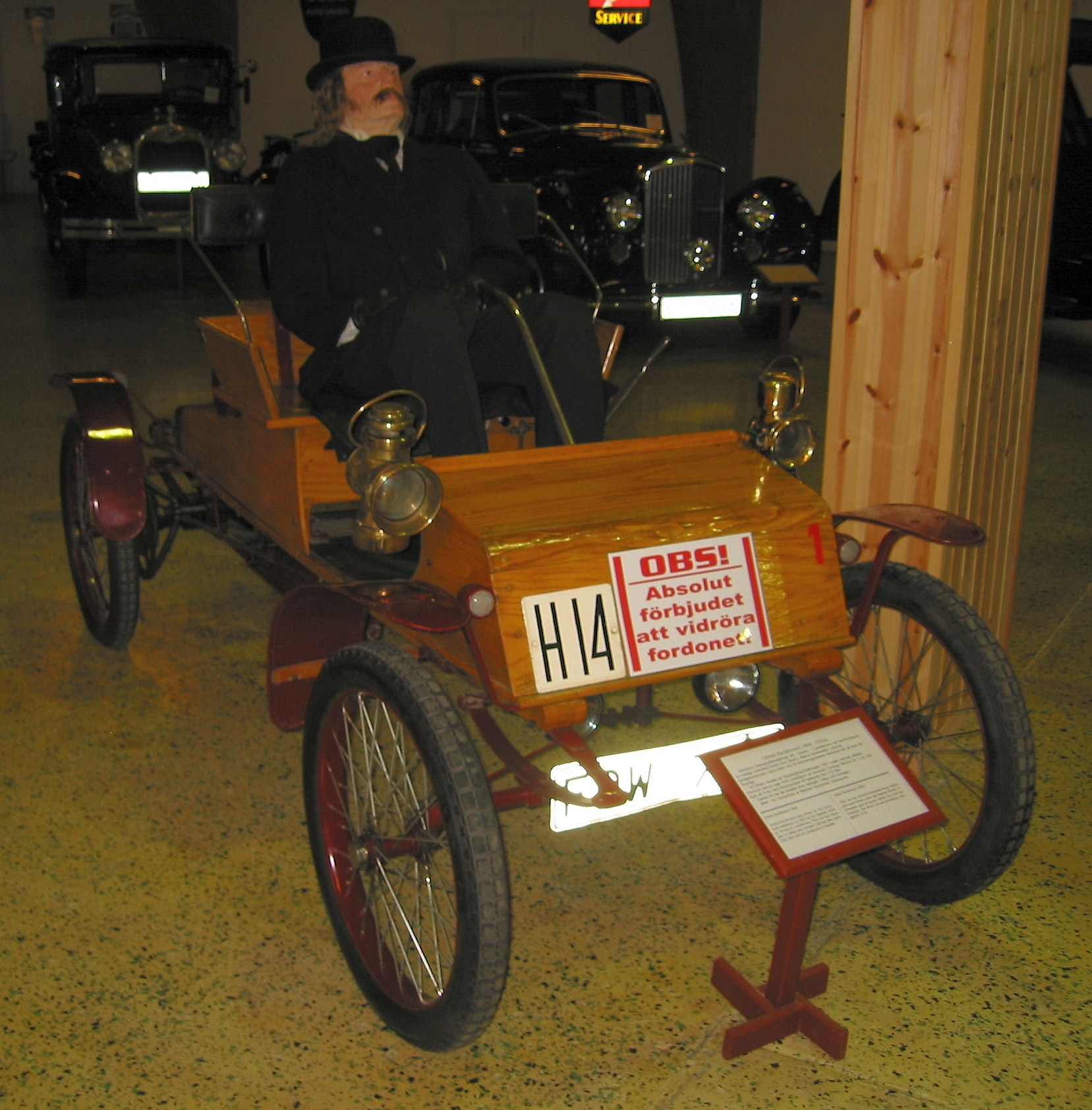
Waltham Orient Runabout Buckboard (1906). Die Holzkarosserie wurde bei der Restaurierung nicht lackiert, sondern mit farblosem Firnis versiegelt.
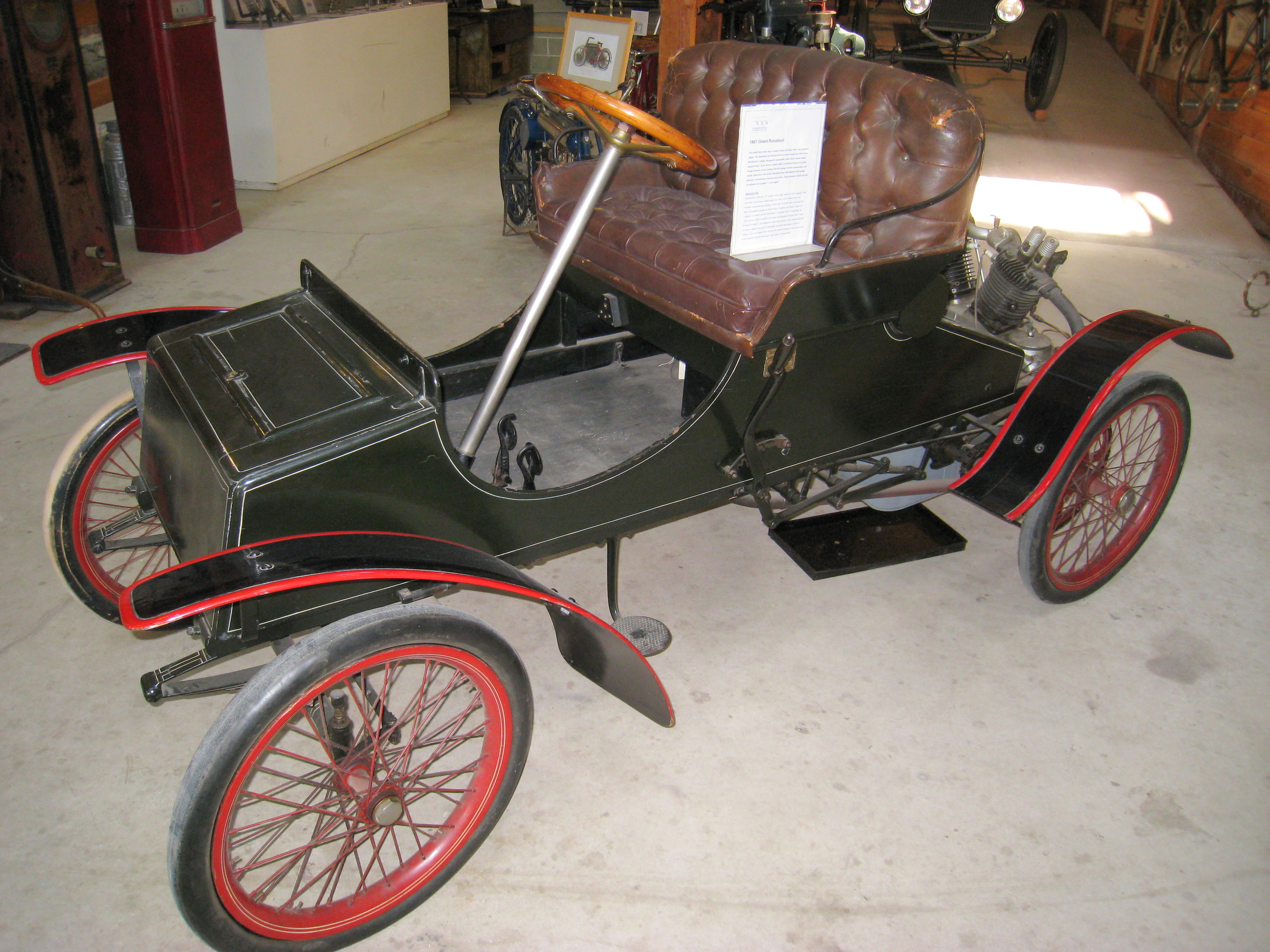
Waltham Orient Model E.R. Runabout (1907): Fast schon zu komplett für ein Buckboard.
Orient Runabout Buckboard (1904) am London to Brighton veteran car run 2011
Ein weiteres Orient Runabout Buckboard (1904) am London to Brighton veteran car run 2011